# NGC 6438
NGC 6438 este o interacțiune de galaxii situată în constelația Octantul. A fost descoperită în 2 iunie 1835 de către John Herschel. Se află la o distanță de 34,84 de megaparseci de Pământ.